# Обервіль-Ліелі
Обервіль-Ліелі (нім. Oberwil-Lieli) — громада в Швейцарії в кантоні Ааргау, округ Бремгартен.

## Географія
Громада розташована на відстані близько 85 км на північний схід від Берна, 27 км на схід від Аарау.
Обервіль-Ліелі має площу 5,4 км², з яких на 18,8 % дозволяється будівництво (житлове та будівництво доріг), 55,4 % використовуються в сільськогосподарських цілях, 25,4 % зайнято лісами, 0,4 % не є продуктивними (річки, льодовики або гори).

## Демографія
2019 року в громаді мешкало 2457 осіб (+14,3 % порівняно з 2010 роком), іноземців було 12,5 %. Густота населення становила 459 осіб/км².
За віковим діапазоном населення розподілялося таким чином: 20,6 % — особи молодші 20 років, 60,3 % — особи у віці 20—64 років, 19,1 % — особи у віці 65 років та старші. Було 1058 помешкань (у середньому 2,3 особи в помешканні).
Із загальної кількості 465 працюючих 65 було зайнятих в первинному секторі, 76 — в обробній промисловості, 324 — в галузі послуг.